# 薩爾米恩托 (丘布特省)
45°36′S 69°5′W / 45.600°S 69.083°W

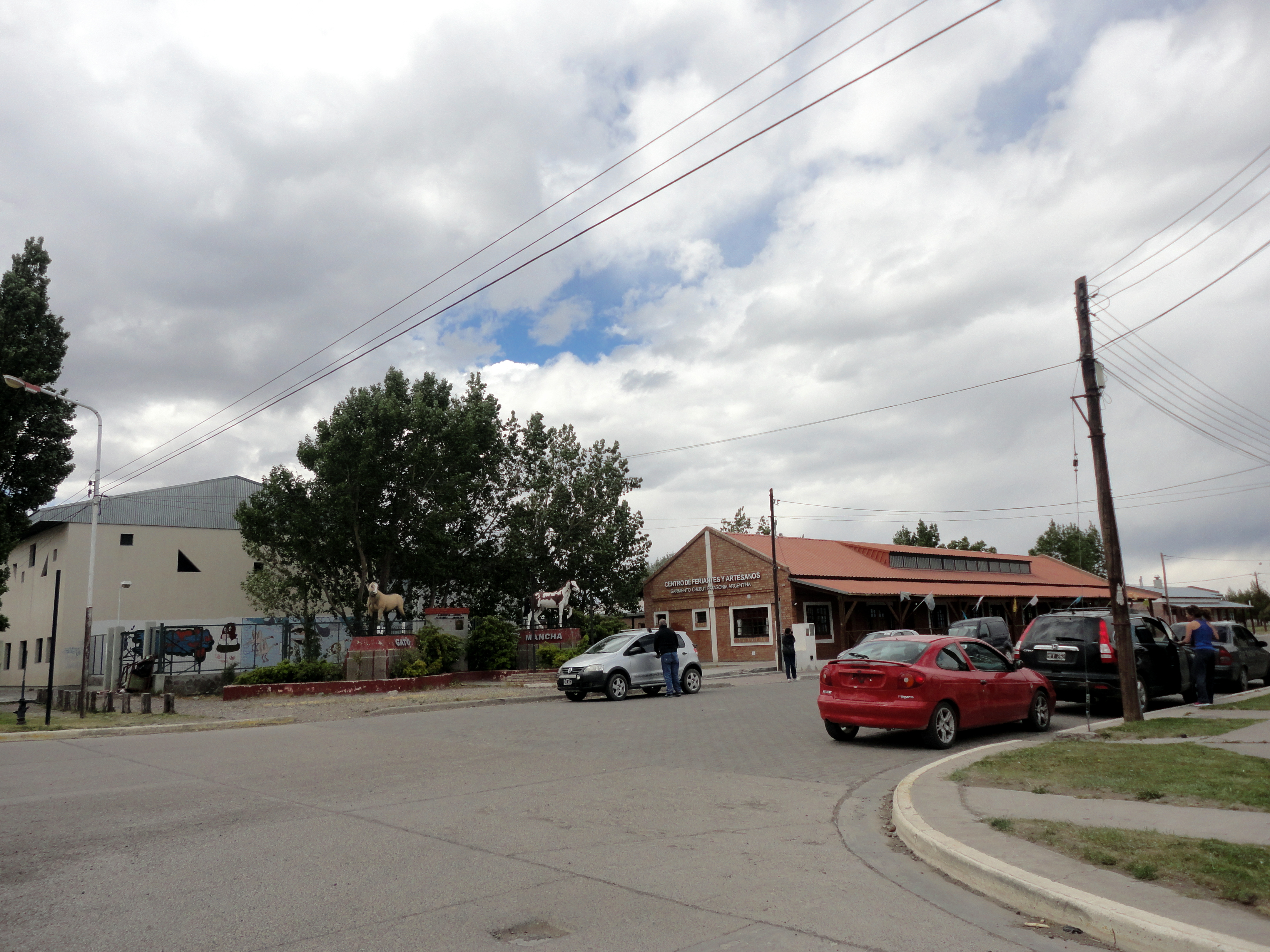
薩爾米恩托

薩爾米恩托（西班牙語：Sarmiento），是阿根廷的城鎮，位於該國中部丘布特省，是薩爾米恩托縣的首府，該城鎮受半乾旱氣候影響，每年平均降雨量183毫米，人口8,292。